# Fântânele (gmina w okręgu Teleorman)
Fântânele – gmina w Rumunii, w okręgu Teleorman. Obejmuje tylko jedną miejscowość Fântânele. W 2011 roku liczyła 1700 mieszkańców. 